# 窮民丈夫
《窮民丈夫》為韓國MBC於2018年推出的綜藝節目，由車仁杓、金勇萬、權五中、安貞桓、趙泰寬等人共同主持，節目主軸為成為某人的丈夫、爸爸而放棄了許多的大韓民國丈夫們，某日短暫脫離日常軌道找回自我後的點滴。

## 各集內容
| 集數 | 播放日期       | 嘉賓                      | 內容                       |
| ---- | -------------- | ------------------------- | -------------------------- |
| 1    | 2018年10月21日 | 不適用                    | 平時的窮民丈夫日常         |
| 2    | 2018年10月28日 | B.I、BOBBY（iKON）        | 定一個想做的目標：HIPHOP。 |
| 3    | 2018年11月4日  | B.I、BOBBY（iKON）        | HIPHOP。                   |
| 4    | 2018年11月11日 | B.I、BOBBY（iKON）        | HIPHOP&2天1夜露營          |
| 5    | 2018年11月18日 | 不適用                    | 2天1夜露營                 |
| 6    | 2018年11月25日 | B.I、BOBBY（iKON） 金夏溫 | 2天1夜露營&HIPHOP 音源錄製 |

## 外部連結
- 官方網站 （页面存档备份，存于） 
- Daum上《窮民丈夫》的資料